# 森島淳
森島 淳（もりしま じゅん、1971年11月13日 - ）は、日本の俳優。
神奈川県生まれ。劇団ひまわり出身。子役のときから多くの知識と経験を積む。

## 主な出演作品

### 映画
- 「子象物語」（1986年）

### ドラマ
- 宇宙刑事シャリバン（1983年） - 第14話
- 「破られた日記」ドラマ女の手記（1986年・テレビ東京）
- 「家庭の問題」（1986年・TBS）
- 「キラリ!!美少女」（1988年・日本テレビ）
- 「ときめき宣言」土曜ドラマスペシャル（1989年・NHK）

### CM
- スガキヤ 「海老天鍋うどん」（1985年）
- 「年賀状印刷機 ぴかいちくん」

### 舞台
- 「AIDA」アレーナ・ディ・ヴェローナ（1989年）- 将校役

### 雑誌
- 「中2コース」（1985年・学研）
- 「テレビライフ」